# 西奥多·库克·泰勒
西奥多·库克·泰勒（1850年8月3日—1952年10月19日）是一位英国商人和政治人物，英国自由党成员，是利润分享的先驱者之一，并曾反对鸦片贸易。